# The Big Kahuna – Ein dicker Fisch
The Big Kahuna – Ein dicker Fisch (The Big Kahuna) ist ein US-amerikanisches Filmdrama aus dem Jahr 1999. Regie führte John Swanbeck, das Drehbuch schrieb Roger Rueff anhand des eigenen Theaterstücks Hospitality Suite.

## Handlung
Zwei Verkäufer eines Schmiermittel-Unternehmens aus Chicago, der aggressive Zyniker Larry Mann und der abgekämpfte, vom Leben genervte Phil Cooper, treffen im provinziellen Wichita, wo sie anlässlich einer Tagung sind, auf den in einer anderen Abteilung arbeitenden Kollegen, den biederen Baptisten Bob Walker. Sie führen in einer trostlosen Hotelsuite Gespräche über persönliche Angelegenheiten. Ab und zu verlässt einer den Raum und die anderen beiden reden offener.
Abends findet eine Party im Hotel statt.
Die beiden älteren warten auf einen von Larry als The Big Kahuna bezeichneten potentiellen Großkunden namens Fuller, dessen Aussehen sie allerdings nicht kennen, Larry ist dem Nervenzusammenbruch nahe, weil er glaubt, den vermeintlichen Löser aller seiner Probleme verpasst zu haben. Zurück in der Suite stellt sich schließlich heraus, dass ausgerechnet Bob ohne es zu wissen mit Fuller geredet hat, allerdings über Hunde und Religion. Weil er Fullers Karte bekommen hat, schicken die anderen ihn los, um den Deal einzufädeln, sie bleiben zurück und führen ein existenzialistisches Gespräch, ihre Verzweiflung über ihr Leben tritt immer mehr zutage. Bob kommt zurück, hat auch mit Fuller geredet, aber nur über Religion, nicht Schmiermittel, das hätte er zu schäbig gefunden, verkündet er. Larry ist fassungslos vor Wut und geht ins Bett. Phil erzählt Bob auf ganz ruhige Weise, warum dieser sich selbstgerecht und falsch verhalten hat und bringt ihn gerade mit dieser Ruhe dazu, seine Arroganz einzusehen, der Schluss ist offen.

## Kritiken
“The movie […] is sharp-edged, perfectly timed, funny and thoughtful. Spacey and DeVito are two of the smartest actors in the movies, filled with the joy of performance, and they exchange their dialogue with the precision of racquetball players, every volley redefining the game. They talk about […] the mystical power of the Big Kahuna to transform their lives.”

„Der Film [… ist scharfkantig, perfekt abgestimmt, lustig und nachdenklich. Spacey und DeVito sind zwei der klügsten Schauspieler im Film, erfüllt von Freude an der Aufführung, und sie tauschen ihren Dialog mit der Präzision von Racquetballspielern aus, wobei jede Salve das Spiel neu bestimmt. Sie sprechen über […] die mystische Kraft des Big Kahuna, um ihr Leben zu verändern.“

Das Lexikon des internationalen Films schrieb, der Film sei eine „statische Theaterverfilmung mit eindringlichen Szenen in Form eines zurückhaltenden Kammerspiels“. Er sei von „guten Darstellern“ getragen und spreche „glaubwürdig Fragen über Freundschaft und Vertrauen, Lebensmut und -angst, Aufrichtigkeit und Erfolgsdruck, den Glauben an sich selbst sowie an Gott“ an.

## Auszeichnungen
Roger Rueff wurde im Jahr 2000 für den Humanitas Prize nominiert.

## Hintergründe
Der Film wurde in New York City und in Wichita (Kansas) gedreht. Seine Weltpremiere fand am 16. September 1999 auf dem Toronto International Film Festival statt. Am 24. November 2000 wurde er auf dem Oslo International Film Festival gezeigt. Der Film spielte in den Kinos der USA etwa 3,15 Millionen US-Dollar ein.